# Pont de Sully (Calvados)
Le pont de Sully aussi dénommé pont Henri IV est un pont destiné au franchissement de la Drôme, dans le département du Calvados en région Normandie.

## Localisation
Le pont de Sully est situé sur la commune de Castillon et l'ancienne commune de Vaubadon, lieudit Bas de Vallemont et peut être visité en empruntant le chemin du Vieux Moulin.

## Histoire
Le pont est peut-être d'époque romane.
Louis XVI passe sur le pont lors de son voyage à Cherbourg où il se rend pour inaugurer le port en juin 1786[à vérifier].
Il est restauré à la fin du XXe siècle.
L'édifice fait l'objet d'une inscription comme monument historique depuis le 4 octobre 1990.